# جوني لاسلس
وُلدت جوني لاسلّس في يناير –كانون الثاني- عام (1924)، وتُوفيت في يوليو –تموز- عام (2004). كانت عالمة أحياء مجهرية أستراليّة الجنسيّة، واشتُهرت بعملها الرائد في مجال البناء الضوئي للمجهريات الدقيقة.

## حياتها المبكرة وتعليمها
وُلدت لاسلّس عام (1924) في سيدني. التحقت لاسلّس بجامعة سيدني وحصلت على درجة البكالوريوس في علوم الكيمياء الحيوية عام (1994)، لتبدأ بعد ذلك مشوارها في البحث العلمي في تخصص علم الأحياء الدقيقة وهو نفسه المجال الذي كرّست له كل مسيرتها البحثيّة. استمرّت في جامعة سيدني كباحثة وكأحد أعضاء هيئة التدريس لتحصل منها على درجة الماجستير في عام (1947)، حيث كانت أبحاثها تُركّز بشكل أساسي على أيض جُزيء الهيدروجين داخل بكتيريا إشيرشيا كولاي E. Coli.

## مجهودها نحو الدكتوراة في جامعة أوكسفورد
تفانت لاسلّس في عملها لدرجة أنها في عام (1947)، حصلت على إعانة 1851 الملكيّة المرموقة –عبارة عن مخطط تُنفذه الهيئة الملكيّة للمنح والإعانات الماديّة منذُ عام (1851)، وهو متاح للطلاب الأجانب المتميزين– لزمالة أبحاث ما وراء البحار. انتقلت لاسلّس إلى المملكة المتحدة للعمل في وحدة الأحياء الدقيقة في مُختبر الكيمياء الحيويّة بجامعة أوكسفورد تحت إشراف دونالد ديفروكس وودز. اقتحمت لاسلّس علم الأحياء الدقيقة بالعديد من المُساهمات المهمة خصوصًا في عملية التمثيل الغذائي -هدم وتصنيع- للإنزيمات داخل البكتيريا. يُنسب إلى لاسلّس وزميلها ويليام سيسترون الفضل في تطبيق التكنولوجيا المُنبثقة من علم الوراثة ما قبل الجزيئيّة على التصنيع الحيوي لأصباغ –كروموسومات– البناء الضوئي والتي تُسمّى الكلوروفيل الجرثومي Bactriochlorophyll، ليتوّج إنجازها بالحصول على درجة الدكتوراة عام (1952)، لتستمر بعد ذلك في العمل بجامعة اوكسفورد.

## منحة روكِفلر في ستانفورد
حصلت لاسلّس على منحة مؤسسة روكِفلر عام (1956)، لتنتقل لجامعة ستانفورد لمدة عام للعمل مع كورنليس فان نيل بمحطة مارين هوبكينز بكاليفرونيا.
كان فان نيل أسطورة بمعرفته بعلم الأحياء للكائنات الدقيقة، وأتاحت تلك التجربة للاسلّس كثير من الخبرة، خصوصًا القدرة على دراسة المزيد من الكائنات البكتيريّة الغريبة. عملت لاسلّس على تفنيد الاعتقاد السابق بأن البكتيريا اللاهوائيّة لا تحتوي على السيتوكروم، كما عملت على توفير بيتا هيدروكسي بيوترات منزوعة الهيدروجين الذائبة، والتي سمحت لمجموعة كريبس بابتكار مقايسة وفحص يُستخدم على نطاق واسع للأجسام الكيتونيّة. عُينت كمُحاضرة جامعيّة بجامعة أكسفورد عام (1960)، واستمرت في تلك الوظيفة حتى عام (1965).

## أستاذة بجامعةكاليفورنيا
أصبحت لاسلّس أستاذة زائرة بجامعة كاليفورنيا بلوس أنجلوس في علم الجراثيم قبل مغادرتها لجامعة أكسفورد بعام واحد، وهو الدور الذي مثلته حتى عام (1965). كانت هذه السنوات هي الأكثر انتاجيّة في مسيرتها المهنية، ليوفر عملها الأساسيات لفهم عملية تخليق رباعي البيرول في بكتيريا البناء الضوئي والذي أثبت صحته حتى اليوم. أصبحت أستاذة فخرية بعلم الأحياء الدقيقة، والوراثة الجزيئيّة بجامع كاليفورنيا عام (1979).

## المكافآت، والجوائز
كانت لاسلّس عضو جمعية الكيمياء الحيوية من عام (1947) حتى عام (2002)، وخدمت في قسم التحرير بمجلة الكيمياء العضوية من عام (1959) لعام (1966). كما خدمت في قسم التحرير بمجلة علم الجراثيم، ومجلة علم الأحياء الدقيقة العام، وأرشيف علم الأحياء الدقيقة. اُنتخبت كزميلة الجمعية الأمريكية للارتقاء بالعلوم عام (1990). عملت كرئيس تحرير عن البناء الضوئي الجرثومي عام (1973).

## آخر حياتها، ووفاتها
تقاعدت لاسلّس عام (1989)، لكنها استمرت في العمل بشكل يومي حتى قبل وفاتها بعامين، لتتوفى في عام (2004) بسبب مضاعفات السرطان. عند وفاتها، وصفها أحد زملائها بأنها «عالمة بارعة، ومُتعلِّمة مُتفانية، وتجريبيّة جليلة، ونموذج فريد من نوعه، وصديقة نادرة»